# Dolores González Catarain
Dolores González Catarain (ou Gonzalez Katarain, respectivement en orthographe castillane et basque), alias Yoyes, fut une dirigeante de l'organisation armée indépendantiste Euskadi Ta Askatasuna (ETA), célèbre pour avoir été la première femme dirigeante de l'ETA et pour avoir été assassinée pour trahison par cette même organisation en 1986, à 32 ans.

## Biographie

### Parcours au sein de l'ETA
Elle intègre l'ETA au début des années 1970 et entame une relation sentimentale avec Joxe Etxeberria, Beltza, qui trouve la mort en 1973 en faisant exploser la bombe qu'il portait.
Yoyes est chargée de la direction d'un commando de membres non fichés par la police (commandos légaux, dans leur jargon) formé par des femmes et projette de dynamiter un autobus occupé par des membres de la Garde civile. En 1978 elle fait partie du comité exécutif de la branche militaire de l'ETA. Une année plus tard, la police française l'arrête ; elle est incarcérée dans une prison du sud-est de la France.
Après l'assassinat en 1978 du dirigeant de l'organisation Jose Miguel Beñaran Ordeñana, Argala, par le Batallón Vasco Español (Bataillon Basque Espagnol, groupe armé d'extrême-droite), elle s'éloigne progressivement de l'ETA, en désaccord avec la ligne dure qui s'y impose.

### Exil au Mexique et retour en Espagne
En 1980 elle quitte l'ETA et s'exile au Mexique, où elle étudie la sociologie et la philosophie, et travaille pour les Nations unies. En 1984, elle voyage à Paris, où elle obtient le statut de réfugié politique.
En août 1985, n'ayant aucun acte d'accusation contre elle et d'après les dispositions de la Loi d'amnistie de 1977, mais aussi grâce à l'aide d'un ami au ministère espagnol de l'Économie, elle entre en contact avec le dirigeant socialiste et directeur de la Sécurité de l'État, Julian Sancristóbal, et décide de retourner au Pays basque. Elle négocie également son retour avec le dirigeant etarra Txomin Iturbe : la condition est que ce retour s'effectue discrètement pour qu'il ne puisse être utilisé à des fins propagandistes par le gouvernement.
Toutefois, Yoyes ayant été pendant des années la militante la plus recherchée, son retour a une forte répercussion médiatique. Le gouvernement espagnol le présente comme le fruit des mesures de réinsertion qui existent alors. L'hebdomadaire Cambio 16 publie un long rapport, intitulé « Le retour de l'etarra [= membre de l'ETA] » : la photographie de Yoyes en une a été considérée comme son arrêt de mort.
Le 17 octobre se terminent les négociations pour son retour et, le 11 novembre 1985, elle arrive finalement en Espagne avec son mari et son fils, s'installant à Saint-Sébastien. Peu de temps après, elle écrit dans son journal :
« Muchos son culpables de esta injusticia, ¡demasiados! Hay otros que no pero son impotentes ante ella. Hay también mucho silencio cómplice. Mucho miedo en la gente ante todo, ante su propia libertad... ¡Cuánta mierda! (...) El mito de ETA, la hidra sangrienta que nos atenaza: en este mito, la persona de carne y hueso que es un sustrato, no existe más que como tal sustrato, no es humana. »
— Yoyes
        
« Beaucoup sont coupables de cette injustice, trop ! D'autres non, mais ils sont impuissants face à elle. Il y a aussi beaucoup de silence complice. Beaucoup de peur chez les gens avant tout, devant leur liberté propre… Quelle merde ! (...) Le mythe de l'ETA, l'hydre sanglante qui nous tenaille : dans ce mythe, la personne en chair et en os qui est un substrat n'existe qu'en tant que substrat, elle n'est pas humaine.  »
Il n'a pas été clarifié pourquoi Yoyes retourne au Pays basque, alors qu'elle est consciente du danger qu'elle court, comme elle le manifeste elle-même :
« Me voy a morir y es mejor una muerte rápida, aunque sea violenta, pero no puedo morirme ahora. »
— Yoyes
        
« Je vais mourir et il vaut mieux une mort rapide, bien qu'elle soit violente, mais je ne peux pas mourir maintenant. »
Cependant elle ne fait pas de déclarations publiques lors de son retour, essayant de passer inaperçue.

### Assassinat
Lorsque Yoyes retourne au Pays Basque fin 1985, l'ETA réalise une consultation urgente pour décider de son sort. Son contact dans l'organisation, Txomin, chef avec lequel Yoyes a pris contact pour organiser son retour, a été déporté par la France vers l'Algérie, et ne peut donc intercéder pour elle. La direction de l'ETA se réunit de nouveau pour prendre des mesures face à l'ancienne dirigeante ; lors de cette seconde réunion, Iñaki de Juana Chaos, celui qui alors avait le plus d'influence dans la direction etarra, affirme qu'il n'a aucun doute et que s'il la trouvait, il la tuerait.
Il existe alors des précédents, comme la disparition (ou meurtre, son corps n'ayant jamais été retrouvé) en 1976 de Pertur et, en 1984, l'assassinat par l'ETA d'un autre repenti, Miguel Francisco Solaun.
Yoyes accusée de trahison, Francisco Mujika Garmendia, Pakito, originaire comme elle de la localité d'Ordizia, ordonne sa mort : elle est abattue le 10 septembre 1986 par Antonio López Ruiz, Kubati, tandis qu'elle se promène avec son fils de trois ans pendant les festivités dans sa localité natale.
La séance plénière municipale de la ville décide de suspendre les festivités, rejetant l'attentat «fasciste et totalitaire», sans que le frère de Yoyes, conseiller municipal du parti pro-ETA Herri Batasuna, condamne le meurtre de sa propre sœur. De leur côté, les dirigeants proches de l'entourage de l'ETA justifient son meurtre.
Kubati est arrêté en novembre 1987, alors qu'il téléphone depuis une cabine publique de Tolosa, lors d'une opération que la Garde civile a appelée du prénom du fils de Yoyes. Après 26 ans de prison, il a été libéré en 2013. L'année suivante, il prend la parole à Durango lors d'une déclaration collective d'anciens détenus de l'ETA soutenant la fin de l'action armée décidée par l'organisation en 2011.

## Yoyesaujourd'hui
Actuellement, Yoyes continue d'être une icône médiatique : son décès est considéré comme un tournant dans la société basque et au sein de l'ETA, au moment où divers secteurs de cette organisation mettaient en question le futur de leur activité, l'ETA mettant un terme aux réinsertions.
Elle a été définie comme une femme « très admirée » et « engagée, avec une clairvoyance politique » ainsi que par sa « condition de femme » dans une organisation conduite majoritairement par des hommes.

## Filmographie
- Yoyes (1999), film d'Helena Taberna, avec Ana Torrent dans le rôle de Yoyes[16].
- Yoyes (2011), documentaire du programme Documents TV de la télévision espagnole (TVE)[17].
- Sanctuaire (2015), film d'Olivier Masset-Depasse, avec Juana Acosta dans le rôle de Yoyes[18].

## Sources et bibliographie
- (es) Cet article est partiellement ou en totalité issu de l’article de Wikipédia en espagnol intitulé « Dolores González Catarain » (voir la liste des auteurs).
- (fr) Jean Chalvidant, ETA : L'enquête, éd. Cheminements, coll. « Part de Vérité », octobre 2003, 426 p. (ISBN 978-2-84478-229-8)
- (es) José María Benegas, Diccionario de Terrorismo, Madrid, Espasa Calpe, coll. « Diccionario Espasa », novembre 2004, 920 p. (ISBN 978-84-670-1609-3)
- (fr) Jacques Massey, ETA : Histoire secrète d'une guerre de cent ans, Paris, Flammarion, coll. « EnQuête », février 2010, 386 p. (ISBN 978-2-08-120845-2)